# Едуард Маркаров
Едуард Маркаров (на арменски: Էդուարդ Մարգարով; на руски: Эдуард Маркаров) е съветски футболист и треньор. Почетен майстор на спорта на СССР (1963). Почетен треньор на Арменска ССР (1983).

## Кариера
Едуард Маркаров е роден в семейството на футболиста Артьом Агаларович Маркаров, майстор на спорта на СССР, който става негов първи треньор. Следвайки примера на баща си, често рита топката в двора. На 14-годишна възраст започва да тренира в Локомотив Баку.
През 1961 г. Маркаров е забелязан от Борис Аркадиев и е привлечен в Нефтчи Баку, а през същата година получава повиквателна за националния отбор на СССР юноши.
Като част от мъжкия отбор на СССР участва на Световната купа през 1966 г., играейки в мача СССР - Чили. В края на 1960-те години, Маркаров започва да получава контузии и през 1971 г. се премества в Арарат Ереван. С този клуб, Маркаров има най-успешния период от кариерата си. Първо като играч той става двукратен носител на Купата на СССР, носител на златни и сребърни медали на шампионата, а след това през 1976 г., този път като треньор, е финалист за купата. През 1975 г. заедно с Герд Мюлер става голмайстор в КЕШ.

## Отличия

### Отборни
Арарат Ереван
- Съветска Висша лига: 1973
- Купа на СССР по футбол: 1973, 1975

### Треньор
Хоменмен Бейрут
- Купа на Ливан: 1999

Мика
- Купа на Независимостта: 2000, 2001